# Elaphria albovariegata
Elaphria albovariegata là một loài bướm đêm trong họ Noctuidae.